# Michele Fini
Pour les articles homonymes, voir Fini.
Michele Fini, né le 14 juin 1974 à Sorso, en Sardaigne, est un footballeur italien évoluant au poste de milieu de terrain, et jouant actuellement à Porto Torres Calcio.

## Biographie
Michele Fini est à la base un milieu latéral droit, à vocation plutôt défensive, mais il a été transformé par Davide Ballardini en un véritable milieu offensif droit, voire en un ailier.
Michele Fini a joué dans les rangs de Torres Calcio (1993-1995), puis de Ancona Calcio (1995-1998), ensuite de la Salernitana (1998-1999), il est ensuite prêté à Cosenza Calcio 1914 pour la fin de la saison 1999. Il revient ensuite à la Salernitana, et repart à la mi-saison pour signer à la Fermana Calcio. Il joue ensuite une saison à Avellino 1912 (2000-2001). Puis il jouera à Catane Calcio (2001-2004), ensuite à Ascoli Calcio 1898 (de 2004 à 2007), pour ensuite signer à Cagliari Calcio (2007-2009). Il rejoint ensuite l'effectif de Siena Calcio (2009-2011), et joue maintenant à Porto Torres.
Il joue son premier match en serie A le 26 septembre 1998 durant le match Udinese-Salernitana, perdu 2-0.

## Palmarès
- Champion de Serie B en 1998 avec Salernitana